# رود تیکیان
رود تیکیان (روسی: Тикян) یک رودخانه در یاقوتستان کشور روسیه است.